# Cucina viareggina
La cucina viareggina è la parte della cucina toscana sviluppatasi a Viareggio e ha come elementi principali il pesce e la verdura. 

## Caratteristiche e storia
Viareggio ha sempre avuto un'importante flotta pescherecci che un tempo costituivano uno dei principali nuclei della sua economia pertanto il pesce è l'elemento base della cucina. Mentre i pesci di maggior pregio venivano venduti, quelli di minor valore erano consumati dai pescatori e dalle loro famiglie. Non veniva sprecato niente di ciò che rimaneva nelle reti, compresi delfini (pescio-porco o porco di mare in dialetto, in quanto ne veniva consumata ogni parte, con numerose preparazioni diverse, così come avviene con il porco) e tartarughe, fintanto che la loro pesca è stata consentita. I pescatori mangiavano talvolta anche i cormorani (pallanti, in dialetto viareggino). I contatti con le altre marinerie, specialmente quella livornese, sono evidenti in piatti come il cacciucco e le triglie alla viareggina. 
Un altro elemento essenziale della cucina, anch'esso oggi proibito, erano le cèe, ovvero le anguille cieche (avannotti di anguilla) in dialetto viareggino. La loro pesca avveniva nelle notti d'inverno, lungo il canale Burlamacca, usando un apposito retino chiamato cerchiaia, alla luce di una piccola lampada detta tradotta. Allo stesso modo le arselle (telline) o nicchi in dialetto, raccolte tramite setacci detti rastrelli. Altri frutti di mare, come cannolicchi (coltellacci), mactre (nicchioni), acanthocardie (cuore), bolinus (murice) e altri, venivano in genere raccolti sulla spiaggia dopo forti mareggiate. 
L'entroterra offriva campi fertili dai quali provenivano le verdure che accompagnavano il pesce, creando accoppiamenti come legumi e crostacei o bietole e seppie. Si faceva ampio ricorso all'umido (sugo di pomodoro). Dall'area del lago di Massaciuccoli e dalla Macchia Lucchese provenivano tinche, rane (che venivano preparate fritte), riso e cacciagione, specialmente folaghe, anatre, colombacci, alzavole e altri uccelli. La carne comunque era poco impiegata e, oltre alla selvaggina, consisteva principalmente in animali da cortile (pollame, conigli), nel quinto quarto, con piatti come picchiante e coratella e in affettati poveri come il biroldo e la testa in cassetta.  
I piatti poveri tipici della cucina toscana erano i più diffusi in città: panzanella, pappa al pomodoro, pancotto, polenta, salacchini, pasta intordellata, farinata, cecina. Nei giorni di festa, specialmente a carnevale, si potevano invece consumare i tordelli. 
La massiccia emigrazione di pescatori di San Benedetto del Tronto a inizio XX secolo, chiamati dai locali trabaccolari (utilizzatori di trabaccoli) ha introdotto nuove usanze, come la trippa di mare, e creato contaminazioni gastronomiche come la pasta alla trabaccolara.  Lo sviluppo turistico balneare e la cospicua immigrazione in città di stranieri e di forestieri, hanno contribuito a ingentilire ed arricchire una cucina marinaresca inizialmente povera e rustica, dai gusti decisi, che faceva ampio utilizzo di aglio, peperoncino, rosmarino (tremarino in dialetto) e marinature di aceto finalizzate alla conservazione degli alimenti. 
Per quanto riguarda i dolci, quelli diffusi sono i budini di riso, i befanini (o befanotti) nel periodo natalizio, e quelli del carnevale: frittelle di riso, bomboloni (bomboloni ripieni, in dialetto) e ciambelle (bomboloni, in dialetto), chiacchiere. Inoltre, dalle vicine colline provenivano le castagne con le quali preparare ballonciori (castagne lesse), mondine, necci e castagnaccio. In Quaresima, periodo nel quale non si potevano consumare dolci, si usava la pasimata e il pan di ramerino.  
Da segnalare la particolarissima scarpaccia dolce, a base di zucchini. 

## Piatti tipici

### Primi piatti
- Pasta alle arselle
- Pasta con i cannolicchi
- Pasta alla carbonara di mare alla viareggina
- Minestra di farro alla viareggina
- Risotto alla tinca
- Risotto alla viareggina
- Risotto seppie e bieta
- Pasta ai sassi
- Tordelli
- Pasta alla trabaccolara
- Spaghetti alla viareggina

### Secondi piatti
- Anguilla col vino
- Arselle alla viareggina
- Arselle in fricassea
- Cicale di mare alla viareggina
- Cozze ripiene alla viareggina
- Crognoli fritti
- Mazzancolle e fagioli
- Peposo alla viareggina
- Stocco alla Tono
- Totani ripieni alla viareggina
- Triglie alla viareggina
- Trippa di mare

### Piatti unici
- Cacciucco alla viareggina
- Pancotto alla viareggina
- Matuffi alla viareggina

### Dolci
- Pasimata
- Scarpaccia alla viareggina

### Ricette in disuso
A causa delle limitazioni normative alla cattura di anguille cieche, tartarughe, delfini e cormorani, i seguenti piatti tradizionali non vengono più preparati:
- Cèe alla viareggina
- Cèe fritte
- Cèe marinate
- Frittella di cèe
- Pasta co' le cèe
- Polenta co' le cèe
- Cormorano alla cacciatora
- Mosciame di delfino
- Consommé di tartaruga
- Tartaruga arrosto
- Tartaruga in umido